# 萨拉孔西利纳
萨拉孔西利纳（Sala Consilina）是意大利南部坎帕尼亚大区萨莱诺省东南部的一个市镇。面积59平方公里，人口12726人（2004年），是迪亚诺河谷最大城镇。